# Trichoplon extremum
Trichoplon extremum är en skalbaggsart som först beskrevs av Martins 1959.  Trichoplon extremum ingår i släktet Trichoplon och familjen långhorningar. Inga underarter finns listade i Catalogue of Life.